# Алберт Маккарти
Алберт Маккарти (на английски: Albert MacCarthy) е американски алпинист, известен най-вече с първото изкачване на най-високия връх на Канада – Лоугaн (5959 метра) през 1925 година.
Роден е през 1876 година в Айова, а през Първата световна война Маккарти служи като морски офицер. След края на войната усъвършенства алпинистката си практика като увеличава изкачванията – започва от планините Пърсел, а през 1919 година се изкачва на връх Робсън – най-високия връх на канадските Скалисти планини (3954 метра).
Основната му цел и мечта обаче е Лоугaн – все още непокоряван от човек. Под патронажа на канадския алпинистки клуб експедицията се подготвя през 1925 година, а през лятото Маккарти извършва проучване на масива на планината. С помощта на кучета и коне в долината на река Читайна са пренесени множество материали и хранителни припаси и складирани в подходящи заслони. На това място се разполага и базовият лагер. Групата се състои от шест души, разделени на две групи. Експедицията започва от Кордоба на южния бряг на Аляска за да достигне с железница до селото Маккарти, на около 300 километра навътре в Канада. От там нататък пътуването продължава пеша. Походът към Лоуган се разделя на общо шест етапа.
На групата им отнема 23 дни за да се придвижи от Маккарти до Лоуган (разстояние от 250 километра). На височина от 5630 метра е изграден последният лагер. На 23 юни 1925 година екипът достига до това, което смята, че е върхът, но следва разочарование. След извършени измервания се оказва, че на четири километра от това място се издига връх по-висок с 10 метра. Маккарти и групата слизат 300 метра и след това се изкачват отново, като покоряват същинския връх в 20 часа и остават на него около 25 минути. По време на слизането срещат тежки метеорологични условия и са принудени да изкопаят заслон в снега и да нощуват в него, като навън температурата пада до минус 40 градуса. Завръщането им отнема още около 20 дни.
Покоряването на Лоуган носи на Маккарти титлата на почетен член на Канадския алпинистки клуб.